# Летящий Пенджаб
«Летящий Пенджаб» (хинди उड़ता पंजाब, Udta Punjab) — индийская черная комедия режиссёра Абхишека Чаубея, снятая на языке хинди и вышедшая в прокат 17 июня 2016 года.

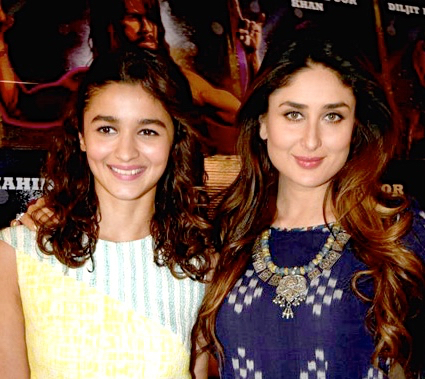
Карина Капур и Алия Бхатт на рекламном мероприятии своего фильма

## Сюжет
Северный штат Индии Пенджаб охвачен эпидемией: из-за кризиса люди не понимают, как им жить, и вот уже практически все население сидит на наркотиках, скатываясь все ниже и ниже по социальной лестнице…

## В ролях
- Шахид Капур — Теджиндер «Томми» Сингх
- Карина Капур — доктор Прит Сахни
- Алия Бхатт — Баурия / Мэри Джейн
- Дилджит Досандж — инспектор Сартрадж Сингх
- Сатиш Каушик — Таяджи, менеджер Томми
- Сухаил Найяр[англ.] — Джасси, кузен Томми
- Манав Видж[англ.] — Дхуджар Сингх, старший инспектор
- Прабхджот Сингх — Балли Сингх, брат Сартраджа

## Производство
Первоначально главную женскую роль предлагали Приянке Чопре, а затем её кузине Паринити. Основные съемки фильма начались в марте 2015 года. Ради участие в фильме трое ведущих актёров: Шахид Капур, Карина Капур и Алия Бхатт — согласились вдвое уменьшить свой обычный гонорар.

## Саундтрек
Вся музыка написана Амитом Триведи.
| №                   | Название                        | Текст песни         | Исполнители                                  | Длительность |
| ------------------- | ------------------------------- | ------------------- | -------------------------------------------- | ------------ |
| 1.                  | «Chitta Ve»                     | Shellee             | Бабу Хааби, Шахид Маллья, Бхану Партап Сингх | 4:48         |
| 2.                  | «Da Da Dasse»                   | Shellee             | Каника Капур, Бабу Хааби                     | 4:01         |
| 3.                  | «Ikk Kudi»                      | Шив Кумар Баталви   | Шахид Маллья                                 | 4:02         |
| 4.                  | «Ud-Daa Punjab»                 | Варун Гровер        | Амит Триведи, Вишал Дадлани                  | 4:35         |
| 5.                  | «Hass Nach Le»                  | Shellee             | Шахид Маллья                                 | 4:30         |
| 6.                  | «Vadiya»                        | Shellee             | Амит Триведи                                 | 4:29         |
| 7.                  | «Ikk Kudi» (Reprised Version)   | Шив Кумар Баталви   | Дилджит Досандж                              | 4:07         |
| 8.                  | «Ikk Kudi» (Club Mix)           | Шив Кумар Баталви   | Алия Бхатт, Дилджит Досандж                  | 4:14         |
| 9.                  | «Ikk Kudi» (Asees Kaur Version) | Шив Кумар Баталви   | Асис Каур                                    | 4:07         |
| Общая длительность: | Общая длительность:             | Общая длительность: | Общая длительность:                          | 38:53        |

## Критика
| Рейтинги          | Рейтинги                                                                           |
| Издание           | Оценка                                                                             |
| ----------------- | ---------------------------------------------------------------------------------- |
| CNN IBN           | 3,5 из 5 звёзд · 3,5 из 5 звёзд · 3,5 из 5 звёзд · 3,5 из 5 звёзд · 3,5 из 5 звёзд |
| Times of India    | 4,5 из 5 звёзд · 4,5 из 5 звёзд · 4,5 из 5 звёзд · 4,5 из 5 звёзд · 4,5 из 5 звёзд |
| Indian Express    | 3 из 5 звёзд · 3 из 5 звёзд · 3 из 5 звёзд · 3 из 5 звёзд · 3 из 5 звёзд           |
| Mid-day           | 4 из 5 звёзд · 4 из 5 звёзд · 4 из 5 звёзд · 4 из 5 звёзд · 4 из 5 звёзд           |
| NDTV              | 4 из 5 звёзд · 4 из 5 звёзд · 4 из 5 звёзд · 4 из 5 звёзд · 4 из 5 звёзд           |
| Rediff            | 4 из 5 звёзд · 4 из 5 звёзд · 4 из 5 звёзд · 4 из 5 звёзд · 4 из 5 звёзд           |
| Bollywood Hungama | 3 из 5 звёзд · 3 из 5 звёзд · 3 из 5 звёзд · 3 из 5 звёзд · 3 из 5 звёзд           |

Намрата Джоши в рецензии для The Hindu написал, что «на самом деле фильм неприятный, тревожный и сырой в том смысле, что раскрывает злоупотребления», отметив, что подлинность истории не только в проблеме или локализации, но и в перегруженном ругательствами жаргоне, а также текстах песен, поскольку большая часть диалогов и песен написаны на панджаби.
Раджив Масанд описал фильм как захватывающий и неудобный для просмотра, в котором чёрный юмор смешивается с рассказом о связи грязных наркотиков и политики в Пенджабе, добавив, что уверенному повествованию мешают иногда отрывочные характеристики и вынужденные сюжетные ходы.
Комал Нахта похвалил то, что режиссёр принял повествовательный стиль, который идеально сочетается с грубостью драмы, отметив что фильм лишен обычных излишеств, состоящих из романтики и романтических песен, а также других элементов развлекательного жанра, таких как комедия и обычная семейная драма.
Шилпа Джамкхандикар из Reuters отметила, что «Летящий Пенджаб» — это, по сути, довольно упрощенная история, у которой действительно нет времени углубляться в социально-экономические факторы, которые привели к кризису в северном штате.
Рецензия на портале Bollywood Hungama заключила, что «Летящий Пенджаб» - «мрачный и серьезный фильм, не предлагающий традиционных развлечений, которые зрители ищут в фильмах Болливуда, в то же время он смелый и отважный в части актёрских выступлений всех героев».

## Награды
- Filmfare Award за лучшую женскую роль — Алия Бхатт[10]
- Filmfare Award за лучшую мужскую роль по мнению критиков — Шахид Капур[10]
- Filmfare Award за лучшую дебютную мужскую роль — Дилджит Досандж[10]